# Knuckles the Echidna (fumetto)
Knuckles the Echidna è una serie di fumetti americana di 32 numeri pubblicata da Archie Comics dal 1997 al 2000, con protagonista Knuckles the Echidna, uno dei personaggi dei videogiochi mascotte di SEGA della serie di videogiochi. La serie è stata il primo spin-off del fumetto Sonic the Hedgehog e ha condiviso la continuità con quel titolo. La serie ha continuato la storia ininterrotta della ricerca di Knuckles per le risposte sulla sua eredità e sulla sua vera natura, che erano state precedentemente incluse nella serie Sonic the Hedgehog, oltre a diversi speciali e miniserie.
Dopo la cancellazione della serie nel 2000, le storie di Knuckles sono continuate come una caratteristica regolare nei numeri di Sonic the Hegehog fino al 2003. Dopo questo, Knuckles e molti dei suoi membri del cast di supporto sono diventati una caratteristica semi-regolare delle storie di Sonic, incrociando in definitiva entrambi trame in un modo solito. Archie Comics ha annunciato con sorpresa che avrebbero rilasciato alcuni dei primi numeri della serie nel febbraio 2009, insieme alla nuova serie laterale Sonic Universe. Archie ha dichiarato che hanno intenzione di ristampare la serie Knuckles in forma di romanzo grafico, proprio come Sonic Archives.
In Italia è inedito.

## Panoramica
Il protagonista del fumetto è l'omonimo del titolo, Knuckles the Echidna. Il suo sacro dovere è custodire il Master Emerald, perché è destinato a fare questo lavoro.
La prima miniserie di tre parti di Knuckles Sonic's Friendly Nemesis: Knuckles è stata pubblicata nel 1996. La sua seconda miniserie è stata pubblicata nel 1997, Knuckles: The Dark Legion e dopo tre numeri è stata continuata in Knuckles the Echidna, che ha iniziato la sua numerazione dal numero 4. Archie ha essenzialmente "riconnesso" Sonic's Friendly Nemesis come Knuckles the Echidna da 1 a 3. Ciò è stato fatto anche con Sonic Vs Knuckles: Battle Royal, one-shot che hanno "ritoccato" diventando Sonic Super Special #1. Knuckles' Chaotix è uno scatto che si lega direttamente alla serie in corso.
Knuckles ha usato anche un espediente di copertura in cui i tre numeri che costituivano una storia avevano delle copertine che una volta riunite facevano una grande immagine a tre copertine (noto come un trittico). Queste copertine furono disegnate da Patrick Spaziante fino al 25 quando Manny Galan prese il suo posto per i numeri finali. Gallan fu l'artista di interni della serie fino al 25 quando la serie cambiò formato con il numero 26 in una storia principale e una storia di back-up, Galan è diventato l'artista per le storie di sostegno (con Mighty the Armadillo e Espio the Chameleon) e la storia principale è stata disegnata da diversi artisti, prima Chris Allan (numeri 26-28) poi dal regolare artista Art Mawhinney di Archie Sonic (numero 29) e infine lo scrittore Ken Penders per il resto della durata della serie.

## Impostazione
Come il fumetto di Sonic, il fumetto di Knuckles è pieno di informazioni di base sulla storia della famiglia di Knuckles. La famiglia di Knuckles si era divisa in due fazioni: la Confraternita dei Guardiani e la Legione Oscura. Knuckles è un membro del primo e Julie-Su era un membro di quest'ultimo. Gran parte del conflitto del fumetto circonda le relazioni tra queste due fazioni in guerra.

## Personaggi
Con l'eccezione di Knuckles, i Chaotix e in seguito Ray the Flying Squirrel, Knuckles the Echinda presentava un cast di personaggi totalmente originale creato appositamente per il libro, alcuni dei quali sono andati avanti a continuare a svolgere un ruolo importante nella serie e universo normale. Dopo il crossover tra i fumetti di Sonic the Hedgehog e Mega Man di Archie nel 2013, la maggior parte di questi personaggi sono stati recisi dal canone Sonic, in gran parte dovuto alla causa legale di Ken Penders contro Archie Comics.

### Eroi
- Knuckles the Echidna: guardiano giurato dell'Isola Galleggiante (Angel Island) addestrato da suo padre Locke e in seguito da un mentore di nome Archimede.
- Julie-Su: una ex-soldatessa della malvagia Legione Oscura e sorellastra del loro capo Kragok e della sua gemella Kommisar Lien-Da. Da allora, Julie-Su ha disertato e divenne la fidanzata di Knuckles (anche se un sesto senso nella biologia di echidna conosciuta come il soultouch) dopo aver combattuto al suo fianco per un lungo periodo. Questa impostazione del personaggio non era mai rimasta e Knuckles, dopo le apparizioni, divenne un single di 16 anni determinato a proteggere il Master Emerald di stanza su Angel Island. È lontanamente imparentata con Knuckles e la Confraternita dei Guardiani, almeno 12 generazioni rimosse da Dimitiri.
- Chaotix: quando la serie iniziò la squadra era composta da Vector the Crocodile, Espio the Chameleon, Charmy Bee e Mighty the Armadillo.  Charmy lasciò brevemente il gruppo per tornare a casa, ma rientrò dopo l'annullamento della serie insieme alla sua fidanzata Saffron. Sebbene Ray the Flying Squirrel sia stato salvato durante la serie, non si unì al gruppo fino a dopo la cancellazione della serie. Successive aggiunte includevano Saffron e Julie-Su.
- Locke the Echidna: il padre di Knuckles e precedente guardiano dell'Isola Galleggiante. Locke ha previsto un disastro e ha esposto suo figlio ai Chaos Emerald mentre era ancora un uovo, dandogli abilità oltre quelle di qualsiasi altro guardiano. Dopo aver addestrato Knuckles rigorosamente, passò la posizione di guardiano a Knuckles e si unì ai suoi antenati nella Confraternita dei Guardiani. Riappare sporadicamente in tutta la serie per aiutare Knuckles con i suoi problemi. è morto durante lo scontro con Enerjak, il malvagio alter-ego di Knuckles.
- Lara-Le: la madre di Knuckles, una donna dell'alta società degli Echidna, che vive a Echinopolis durante la corsa della serie. Il suo tumultuoso matrimonio con Locke finì male e sebbene abbia provato a corteggiarla di tanto in tanto, Lara-Le ne ha avuto abbastanza di Locke che metteva il suo lavoro al di sopra di sua moglie e suo figlio. Attualmente vive con il suo nuovo marito Wynmacher, con il quale alla fine ha un figlio con il nome di Kneecapeon Mace. Lei adora suo figlio ed è molto materna nei suoi confronti.
- Constable Remington: un leader dedicato nel team di sicurezza di Echidnapolis e fidato alleato di Knuckles. Anche se non è corrotto, è il figlio dell'ex-grandmaster della Legione Oscura e ha molte connessioni tra i mondi. Remington fu momentaneamente disperso in azione dopo essere stato catturato dal Dr. Eggman, ma in seguito sarebbe riemerso, dopo aver appreso apparentemente del suo patrimonio di Legionario e prendendo il comando del gruppo di schegge di Frost Legion.
- La Confraternita dei Guardiani: un gruppo di ex guardiani che operano fuori da Haven, una base tecnologicamente avanzata nella Zona Proibita, dalla quale controllano anche il pianeta sottostante. Con l'eccezione di Tobor (che si rivela essere un ex gran maestro della Legione Oscura di nome Moritori Rex), sono tutti antenati di Knuckles. Attualmente mancano in seguito al balzo in avanti di un anno nella serie Sonic the Hedgehog.
- Archimede: una formica di fuoco che ha addestrato Knuckles, poiché le formiche di fuoco hanno addestrato tutti i guardiani da quando hanno iniziato. Archimede o 'Archy' (pronunciato 'Ar-kee') è gentile e buono, ma il suo dovere gli ha fatto tenere molti segreti da Knuckles che ha portato il suo allievo a diffidare di lui. Recenti numeri di Sonic the Hedgehog lo hanno mostrato di nascondersi su Angel Island, ma ha ricevuto poca attenzione dalla sua breve ricomparsa.

### Antagonisti
- Legione Oscura: l'antitesi alla Confraternita dei Guardiani, la Legione è un esercito di cyborg Echidna che adorano Enerjak e la tecnologia. I suoi capi (noti come Grandmasters) sono tutti discendenti dell'alter-ego originale di Enerjak, Dimitri the Echidna, proprio come i Guardiani discendevano dal fratello di Dimitri, Edmund.
- Dimitri the Echidna/Enerjak: il malvagio zio di Knuckles e leader supremo della Legione Oscura, è l'antico antenato di ogni principe della legione. Fu potenziato da undici Chaos Emerald e trasformato in un essere divino prima di essere sconfitto e depotenziato da Mammoth Mogul. Dopo aver perso il suo potere e aumentato la longevità, è stato ricostruito come un cyborg. Attualmente è ridotto a una testa fluttuante all'interno di una sfera protettiva trasparente.
- Renfield the Rodent: un losco uomo d'affari che gestiva i parchi a tema Happyland sull'Isola Galleggiante mentre si coinvolgeva anche nei rapporti degli inferi. In seguito fu incaricato dal Dr. Eggman di costruire segretamente eserciti robotici, ma questa operazione fu fermata dai Chaotix. Renfield prende il nome dal personaggio RM Renfield dal romanzo di Bram Stoker, Dracula (1897).
- Downtown Ebony Hare: un potente gangster di Echidnapolis, ha cercato di entrare a far parte del suo sottomesso Happyman, un sottotenente di Renfield, nel tentativo di uccidere il membro della Chaotix Julie-Su. Successivamente è stato preso in custodia dall'agente Remington e non è stato più visto dall'acquisizione di Egg Island da parte di Eggman.
- Cacciatore: un Oltreterra (umano) che caccia i Mobiani per lo sport. Sofisticato e intelligente, era anche piuttosto pazzo e ha ucciso il rivale di Knuckles, Monk, come parte di una caccia in tutta Angel Island. Gli fu dato un maggiore potere dal Dr. Eggman, ma non fu ancora in grado di sconfiggere Knuckles, che lo gettò in mare.
- Generale Helmut von Stryker: il leader dei Dingo durante la corsa della serie, un grande soldato muscoloso con una natura militaristica e aggressiva che ha lavorato sia contro che a fianco di Knuckles. Il suo attuale destino è sconosciuto dopo il salto di un anno, e sembra essere stato soppiantato da suo figlio, un comandante cyborg affiliato a Eggman di nome Generale Kage.

## Archi narrativi
Ad eccezione dei numeri 25 e 29, la serie è stata suddivisa in tre parti:

### The Dark Legion
Guidato da Kragok, la Legione Oscura, un culto di echidna che adorano la tecnologia formata dal figlio insoddisfatto di Enerjak, torna dalla zona crepuscolare che Steppenwolf, il secondo guardiano, li ha inviati anch'essi per reclamare l'Isola Galleggiante. Knuckles e i Chaotix li sconfiggono mentre il loro piano sta per distruggere la loro base. Da questa storia, fatta per presentare la Legione, i membri sono stati nascosti/vivono sull'Isola Galleggiante. La storia ha anche ritenuto conto della storia della Legione Oscura e della storia di Steppenwolf, il primo Guardiano completamente addestrato.

### Lost Paradise (numeri 4-6)
Il danno causato alle Zone (realtà alternative) nell'arco narrativo Endgame nella serie regolare Sonic the Hedgehog causa Echinnopolis (la capitale dell'Isola Galleggiante) e gli antichi nemici degli Echidna (i Dingo) di tornare all'Isola Galleggiante dopo essere stati evacuati a The Hyper Zone del Guardian Hawking circa 200 anni prima per sfuggire alla ricaduta radioattiva di un attacco missilistico dei Dingo. Ma entrambe le città stanno tentando di tornare nello stesso luogo, il che potrebbe causare la distruzione di entrambe. Knuckles incontra sua madre e Julie-Su e si occupa del generale in guerra Stryker. Echidnapolis è la città che sopravvive, lasciando i Dingo bloccati lì e causando un problema abitativo. La storia ha anche raccontato la storia della scomparsa degli Echidna e ha introdotto Constable Remmington e Nonno Hawking.

### Dark Vengeance (numeri 7-9)
Mammoth Mogul fa rivivere Enerjak dalla sua prigione spaziale e lo riporta alla Legione Oscura dove cattura Knuckles (dopo aver rapidamente sconfitto le formiche del fuoco) e i Chaotix. Enerjak tortura Knuckles per un intero albo prima di dividerlo in singole molecole e condurre la sua Legione a Echinopolis dove si scontra con le forze armate Dingo ed Echidna, una lotta che dura fino a quando appare Mammoth Mogul e prosciuga Enerjak delle energie che ha assorbito dal Chaos Emerald, lasciandolo un uomo anziano e decrepito. La storia continuò su Sonic the Hedgehog #56 dove Super Sonic, Hyper Knuckles e Turbo Tails combatterono Mammoth Mogul. Anche Julie-Su si è infiltrata nella Legione Oscura in questa storia, causando a lettori e personaggi domande su dove si trova la sua lealtà (o il suo vecchio culto, o Knuckles e i Chaotix).

### The Lost Tribe (numeri 10-12)
Introducendo altri Echidna, The Lost Tribe sono i discendenti degli Echidna che hanno scelto di rimanere su Mobius quando l'isola galleggiante è stata sollevata; attualmente sono sotto la guida di Athair, l'antenato di Knuckles che ha abbandonato il suo ruolo di guardiano per guidarli. Knuckles viene lasciato al comando della banda dopo che Athair sparisce e li porta ad Albion passando da Mercia, che è sotto il dominio del padre robotizzato di Antoine D'Coolette, Armand. La storia si lega a Sonic the Hedgehog #59 e introduce Rob O' The Hedge (re di Mercia e cugino di Amy Rose) e racconta anche l'origine di Athair.

### Chaotix Caper (numeri 13-15)
Una storia incentrata sui Chaotix, che ora includono Julie-Su. La squadra è catturata tra due gangster in guerra: Renfield The Rat e Downtown Ebony Hare. Hare era preoccupata per il nuovo parco divertimenti Happyland di Renfield a causa della sua "Salsa speciale", una droga che crea dipendenza e che il topo ha messo nel cibo. La "Special Sauce" sembra essere particolarmente tossica per le api e uccide l'amico d'infanzia di Charmy, Mello, e quasi uccide Charmy, che deve essere operato. Anche Julie-Su perisce quasi quando scopre cosa sta succedendo e viene gettata da un tetto da Hare mentre i Chaotix si stanno riprendendo in ospedale dalla Salsa Speciale. Dopo aver recuperato e fermato Hare, i Chaotix seppelliscono Mello e Charmy rivendica il suo diritto di nascita come principe delle api. La storia racconta l'origine di Charmy e rivela anche che può crescere fino alle "dimensioni normali" e alle piccole dimensioni che gli sono state mostrate in precedenza. Introdusse anche Harry il tassista.

### Reunion/Deep Cover (numeri 16-18)
Introduce e si concentra sulla Confraternita dei Guardiani. Uno di loro, Tobor, è stato sostituito da Moritori Rex, il padre dell'attuale leader della Legione Oscura Krygok dopo che una battaglia tra loro li ha lasciati entrambi ciechi e sepolti in macerie. Il vero Tobor tornò all'Isola Galleggiante e le sue rivelazioni portarono ad una battaglia tra Knuckles e Krygok e poi Tobor e Krygok che condussero a questi ultimi due intrappolati nella Zona. I loro destini non sono mai stati affrontati. La storia ha introdotto una strana reazione causata dagli incontri dei Discendenti di Dimitri (I leader della Legione) e dei Discendenti di Edmund (i Guardiani) che aprono i portali verso le altre Zone.

### The Forbidden Zone (numeri 19-21)
Un incrocio con la serie Sonic the Hedgehog, la storia segue Knuckles e Geoffrey St. John (membro del servizio segreto di re Maximillian Acorn) mentre viaggiano nella Zona Proibita (la posizione di Haven, la base delle operazioni per la Confraternita dei Guardiani). I servizi segreti stanno cercando la regina Alicia e Knuckles è alla ricerca di risposte sul suo passato, ed entrambi sono scioccati nel trovare Elias Acorn, un erede del trono Acorn che nessuno aveva mai visto prima. Questa storia, anche se manca molto in termini di azione o avventura, avrebbe enormi ramificazioni nella serie Sonic the Hedgehog, in quanto Elias eredita il trono dopo l'avvelenamento di suo padre da parte di Patch D'Coolette; Maximillian ha allora dovuto abdicare.

### Dark Alliance (numeri 22-24)
La Legione Oscura cerca di ottenere il controllo dell'Isola Galleggiante attraverso un'elezione imminente in Echidnopolois, prendendo il controllo di un importante senatore per sostenere il loro candidato hitleriano come Adolf Hitler, che presto ottiene il favore del pubblico. Enerjak, ora impotente e un cyborg, prende il controllo di Haven e rapisce Knuckles, Julie-Su, il generale Stryker e la Confraternita dei Guardiani. Sono liberati da Locke e Spectre, Benedict viene rivelato come un robot e la Legione fugge ancora una volta. Questa storia ha anche introdotto Lien-Da, che ha continuato a diventare un importante antagonista in Sonic the Hedgehog. Notevole anche in questa storia è stata la menzione di Benedict di un segreto tenuto dall'agente Remington, un problema apparentemente risolto solo molto tempo dopo nel titolo principale Sonic the Hedgehog.
Il numero 25 ha dettagliato l'origine di Knuckles e il suo incontro con suo padre per la prima volta da quando lo ha abbandonato da bambino.

### The First Date (numeri 26-28)
Una storia incentrata sull'amicizia di Knuckles e Julie-Su. Quando Julie-Su esce per un appuntamento con un altro Echidna, Knuckles scopre la data degli scontri con una festa a sorpresa per il compleanno di Knuckles.

#### A friend in indeed (numeri 26-28)
Mighty e Nic the Weasel salvano Ray the Flying Squirrel che è rimasto intrappolato aggrappato a una gemma da quando Sonic e Mighty sono fuggiti da un campo di prigionia anni prima. L'arco ha anche introdotto una versione in carne e ossa di Fiona Fox, il cui clone robotico era stato precedentemente introdotto in Sonic the Hedgehog.
Il numero 29 racconta una storia di quando la principessa Sally Acorn era solita andare in vacanza sull'Isola galleggiante e giocare con Knuckles.

### King of the Hill (numeri 30-32)
Monk, una scimmia viola che ha maltrattato Knuckles da bambino, ritorna all'Isola Galleggiante dopo essere stata letteralmente scaraventata dall'isola dalla Confraternita dei Guardiani. La loro lotta viene interrotta dall'Oltreterra Hunter, che caccia i Mobiani per lo sport. Equipaggiati con collari di contenimento, i due sono costretti a lavorare insieme per sfuggire a Hunter usando la conoscenza dell'Isola e la forza bruta di Monk. Knuckles rilascia tutta la forza dei Chaos Emerald per fermare Hunter, che è, di conseguenza, imprigionato dalla Fratellanza.
Anche se la serie è stata annullata con il numero 32, Penders ha risolto molte discussioni penzolanti in Sonic Super Special #14. Ha anche continuato a scrivere storie di back-up nella serie regolare di Sonic the Hedgehog che ha seguito la serie in corso in cui Knuckles ha sviluppato pienamente i poteri basati sul Chaos Emerald che ha mostrato per la prima volta nella trama di King of the Hill. Knuckles alla fine morì per salvare la vita di Enerjak. La trama dell'aldilà che seguì fece parte della guida di Sonic the Hedgehog #125 e dopo il salto di un anno nel numero 130, Knuckles e i Chaotix vivevano a Knothole lavorando come Freedom Fighters.
La maggior parte dei personaggi delle serie in corso sono stati trattati nella storyline del Ritorno a Angel Island (numeri 138-141) in cui i Dingo avevano conquistato l'Isola, la Legione Oscura agiva come un gruppo di resistenza e la Confraternita dei Guardiani mancava. Hunter, Constable Remington e The Fire Ants erano tra le vittime della trama, anche se la storia sollevava anche alcune domande sul luogo in cui si trovavano alcuni dei personaggi di Knuckles the Echidna, in particolare il generale Stryker.

## Adattamenti
La serie TV Knuckles è in parte basata sulla serie a fumetti. 